# Carl Rosenthal (Pädagoge)

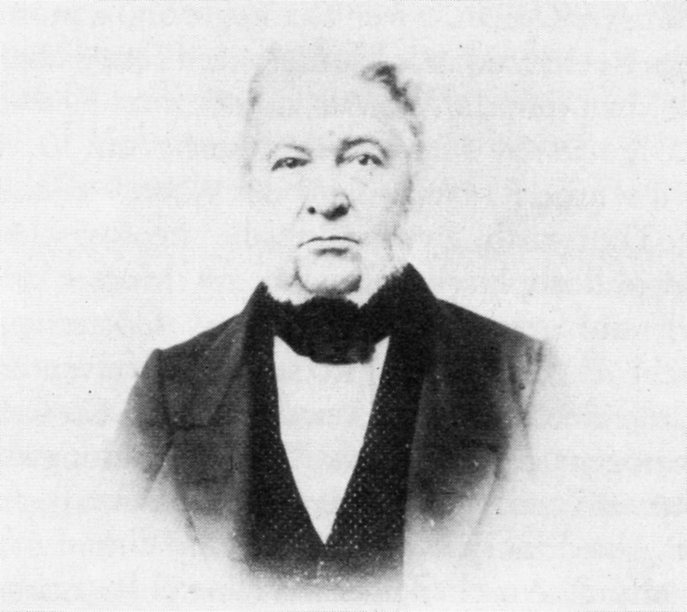
Carl Rosenthal, um 1868

Johann Karl Friedrich August Rosenthal (* 3. Februar 1803 in Melle; † 18. April 1877 in Osnabrück) war ein Volksschulpädagoge und Abgeordneter.

## Familie
Rosenthal war der Sohn eines Rentmeisters auf dem Gut Gesmold. Sein Sohn war der Bildhauer Adolf Rosenthal (1838–1866).

## Leben
Er begann 1824 seine Lehrtätigkeit an der Garnisons- und 5. Kirchspielschule in Osnabrück, unterrichtete außerdem am Osnabrücker Lehrerseminar, ab 1833 an der Bürgerschule und ab 1825 an der privaten Vezin-Töchterschule. Sein politisches Engagement und Eintreten für die Rechte der Lehrerschaft führten ab den 1830er Jahren zur Gründung und Mitwirkung in verschiedenen pädagogischen und politischen Vereinen und Zeitschriften (u. a. demokratischer Verein). 1838 gehörte er zu den Initiatoren des ersten pädagogischen Vereins von Lehrern in Osnabrück. Zusammen mit dem Lüneburger Gymnasiallehrer Steinworth hatte Rosenthal 1848 die Leitung der Landeslehrerversammlung in Hannover inne, die den Grundstein legte für den Landeslehrerverein, dessen erster Vorsitzender er wurde. Nachdem er 1848 Mitglied der vom Ministerium einberufenen Kommission zur Verbesserung des Lehrerbildungswesens geworden war, saß er von 1849 bis 1851 als Abgeordneter der Lehrerschaft – dem linken demokratischen Flügel zugehörig – in der Ersten Kammer der Hannoverschen Ständeversammlung. Zu seinen Forderungen gehörten u. a. die Einführung der Staatsschule, Verbesserung der Lehrerbildung sowie Mitbestimmung der Lehrer in Schulangelegenheiten. Nach mehreren Disziplinarverfahren wegen demokratischer Gesinnung schied er 1858 freiwillig aus dem öffentlichen Schuldienst aus und nahm eine Lehrtätigkeit an der Noelleschen Handelsschule an. Rosenthal gilt als Verfasser des Textes zu Albert Lortzings Oratorium Die Himmelfahrt Christi und schrieb außerdem Lieder und Gedichte für heimatliche Feste.

## Schriften und Zeitungen
- Osnabrückische Konsistorialblätter für Erziehung und Schulwesen (1831). Rackhorst, Osnabrück.[3]
- Osnabrücker Tageblatt von und für jedermann. Osnabrück, ZDB-ID 309489-3 (Erschienen: 22. März 1848 bis 30. Dezember 1849).[4][5]
- Der Lehrerfreund. Zeitschrift für Erziehung und Schulwesen, Deutschlands Volksschullehrern gewidmet. Rackhorst in Comm., Osnabrück (Erschienen 1838 und 1839)
- Magazin für Elementarlehrer. Eine praktisch-pädagogische Zeitschrift. Osnabrück (Erschienen Jg.1.1832 bis Jg. 4.1835)
- Osnabrücker Nachrichten über Angelegenheiten des Lehrerstandes. (Erschienen 1840 bis 1842)[6]
- (Hrsg.): Eduard Duller: Die Jesuiten , wie sie waren und wie sie sind. Dem deutschen Volk erzählt von Eduard Duller. Dritte Auflage, besorgt von Karl Rosenthal in Osnabrück. Druck u . Verlag von Adolph Müller, Brandenburg 1861.[7]